# Naviplane N500
I Naviplane N500 erano due hovercraft francesi per il trasporto passeggeri costruiti dalla Société d'Étude et de Développement des Aéroglisseurs Marins (SEDAM) a Pauillac nel 1977. La SEDAM era una filiale della Bertin & Cie, come la società produttrice dell'Aérotrain.

## Descrizione
Simili agli SR.N4 britannici, essi erano grandi unità impiegate come traghetti veloci, con un portello di carico per automezzi e capacità complessive di carico passeggeri-autoveicoli molto notevoli, di circa 85 t. La propulsione era del resto all'altezza di tale requisito, infatti vi erano cinque turbine a gas da 3.600 HP per altrettante eliche e ventole di sollevamento. La velocità raggiungibile era pure molto elevata 75 nodi (138,9 km/h), mentre l'aspetto esteriore era caratterizzato da uno stabilizzatore orizzontale contenente tre turbine a gas per le eliche propulsive (le altre due azionavano le ventole di sollevamento).
Si trattava dei più grandi mezzi di tale tipo costruiti in Francia, ma l'N500-1 andò perduto per un incendio durante lavori di riparazione, mentre l'N500-2, l'unica altra unità costruita, ebbe un cuscino biconcavo per aumentare del 10% il volume della massa d'aria trattenuta, per aumentare le prestazioni. Eppure, i guai tecnici furono tali da indurre a ritirarlo nel 1983, a causa delle sempre più frequenti avarie che lo rendevano inutilizzabile per lunghi periodi.
Il loro (eventuale) ruolo militare, se fosse scoppiata una guerra di ampia scala, sarebbe stato quello di trasporto veloce su rotte ritenute minate, che gli hovercraft, senza pescaggio e con sovrastrutture in leghe leggere pressoché amagnetiche, avrebbero potuto percorrere in relativa sicurezza.

## Sviluppo
Nel 1973, la SEDAM lanciò un progetto di hovercraft di grande capacità.
Due esemplari furono costruiti a partire dal 1976:
- il primo, N500-01 «Côte d'Argent», fu ordinato dal dipartimento della Gironda, destinato ad assicurare il servizio di trasporto fluviale tra Le Verdon-sur-Mer e Royan.
- il secondo, N500-02 «Ingénieur Jean Bertin», fu ordinato della SNCF e destinato all'attraversamento della Manica.

In seguito alla rinuncia del dipartimento della Gironda, la SNCF prende anche il N500-01 per metterlo in servizio sulla Manica.
Due opzioni supplementari furono poste dalla Compagnie Générale Transatlantique per un eventuale collegamento tra Nizza e la Corsica, ma queste opzioni non ebbero mai seguito a causa della chiusura della società nel 1977.

## Servizio
Il Naviplane N500-02 «Ingénieur Jean Bertin» fu utilizzato sulla Manica a partire dal 1978 dalla società Seaspeed, filiale comune della British Rail e della SNCF. Operò accanto agli hovercraft britannici SR.N4.
Nel 1981 fu ceduto alla società britannica Hoverspeed nata dalla fusione di Seaspeed e della sua concorrente Hoverlloyd, che utilizzava anche lei degli hovercraft tra l'Inghilterra e la Francia. L'N500-02 ha operato nuovamente nel 1983, per un corto periodo, dopo aver subito numerose modifiche.

## Esemplari
- N500-01 «Côte d'Argent» (LV 365.832). Ha effettuato la prima operazione il 19 aprile 1977. È stato distrutto in un incendio accidentale il 3 maggio 1977 davanti alla fabbrica di Pauillac durante un'operazione di manutenzione.
- N500-02 «Ingénieur Jean Bertin» (BL 341.931). Questo esemplare avrebbe dovuto chiamarsi «Côte d'Opale» ma fu infine battezzato «Ingénieur Jean Bertin» in omaggio a quest'ultimo, deceduto il 21 dicembre 1975. Alla fine del 1983 fu messo definitivamente fuori servizio per essere infine demolito a Boulogne-sur-Mer nell'ottobre 1985.

## Record
Il Naviplane N500-02 «Ingénieur Jean Bertin» ha stabilito i seguenti record sulla Manica:
- la traversata Dover - Calais in 22 minuti e 15 secondi il 25 febbraio 1980,
- la traversata Dover - Boulogne Le Portel in 25 minuti il 4 settembre 1981.